# Gildebreuk van Reynegom
De Gildebreuk van Reynegom is een gildebreuk, geschonken in 1740 door Norbert van Voorspoel, heer van Herenthout en zijn echtgenote Livine van Voorspoel aan de koning van de Sint-Sebastiaansgilde van Herenthout. De Sebastiaansgilde was de schuttersgilde van de boogschutters. Drie merken op de cartouche van Voorspoel geven aan dat Petrus Van Eesbeeck de maker is van de breuk.

## Beschrijving
Uitzonderlijk aan deze gildebreuk is dat ze, op één stuk na, in één keer werd vervaardigd. Ze is bevestigd op een roodfluwelen kraag die aan de achterzijde met leder is verstevigd. Op de borstplaat zijn Sebastiaan, de patroonheilige van de handboogschutters en Petrus, aan wie de parochiekerk van Herenthout is toegewijd, te zien. Beide figuren zijn ajour bewerkt en omringd door de attributen (gekruiste handbogen en kokers met pijlen) van de schuttersgilde. Aan de onderzijde van de borstplaat is een cartouche vastgesoldeerd waarvan het drijfwerk met het alliantiewapen van de familie Sandelyn-Garrida Pardo een inferieure kwaliteit vertoont. Ze werd in de 19e eeuw toegevoegd, wat wordt bevestigd door het 19e-eeuwse merk uit België of Nederland.
Dit zilversmeedwerk is 107,5 cm lang waarvan de ketting bestaat uit dertien duo's bestaande uit een cartouche met de naam van de koning en de jaartallen van de koningsschieting, en een plaatje met de attributen van deze gilde. Helemaal onderaan de ketting is het alliantiewapen van Norbert van Voorspoel bevestigd, die in 1731 met zijn nicht Livine van Voorspoel huwde.

## Achtergrond
Adriaan Sandelyn, afkomstig uit Dordrecht en overleden in 1515, verwierf de heerlijkheid Herenthout in 1505. Hij huwde Catharina van Brimeu die via erfenis in het bezit kwam van het kasteel Herlaar in Herenthout, waar later de familie Reynegom de Buzet woonde. In de 17e eeuw geraakte de familie Sandelyn in financiële moeilijkheden waardoor de heerlijkheid verkocht werd aan de weduwe van Cornelius van Reynegom de Buzet. Edward-August Sandelyn was gehuwd met de Spaanse Garrida Pardo.

## Geschiedenis
In 2004 schonk barones Monique della Faille d'Huysse de gildebreuk aan de Koning Boudewijnstichting. Deze halsketting is tentoongesteld in het DIVA te Antwerpen. Monique della Faille d'Huysse schonk eveneens het Van Reynegom-getijdenboek aan de Koning Boudewijnstichting.

## Galerij

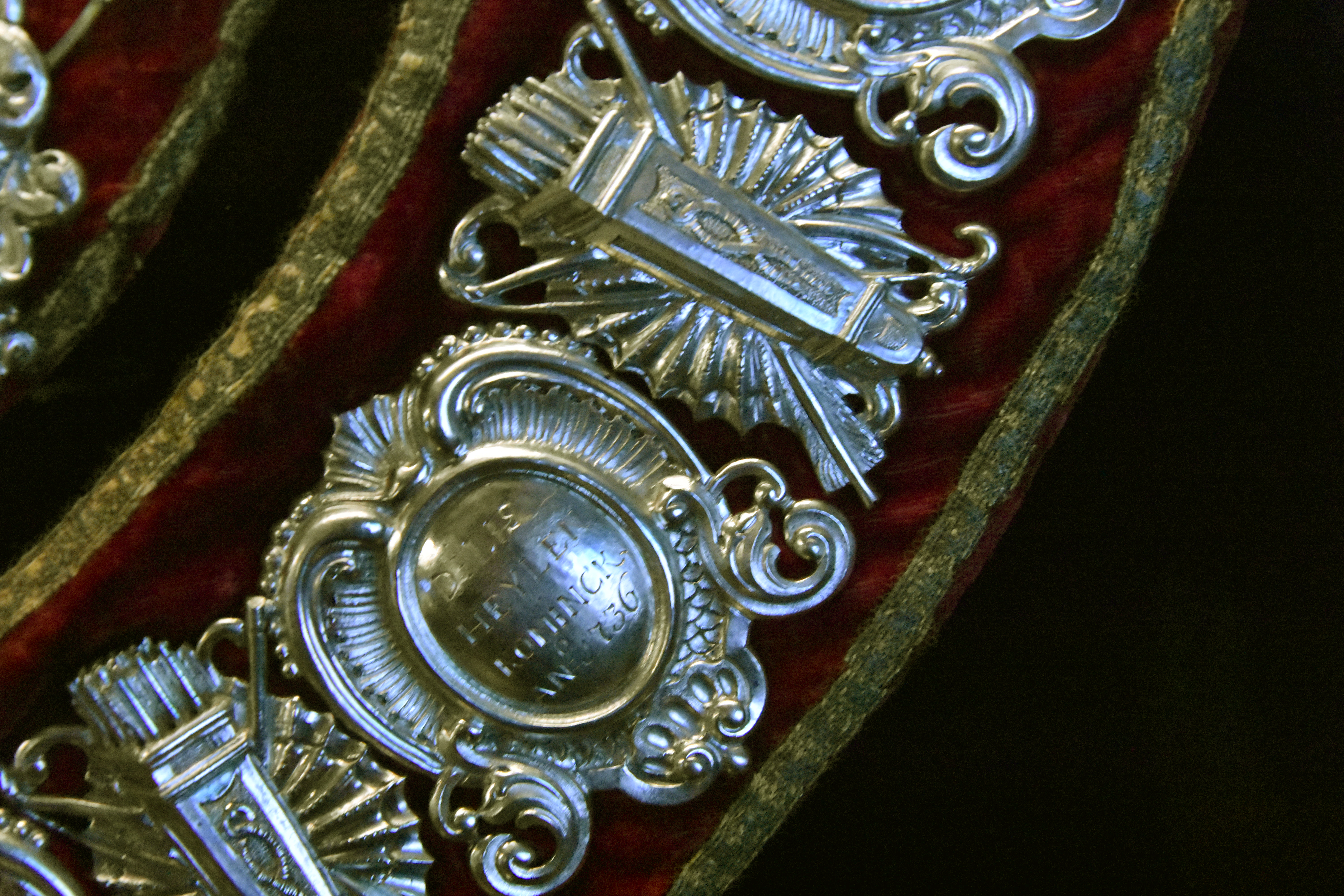
Cartouches van de gildebreuk
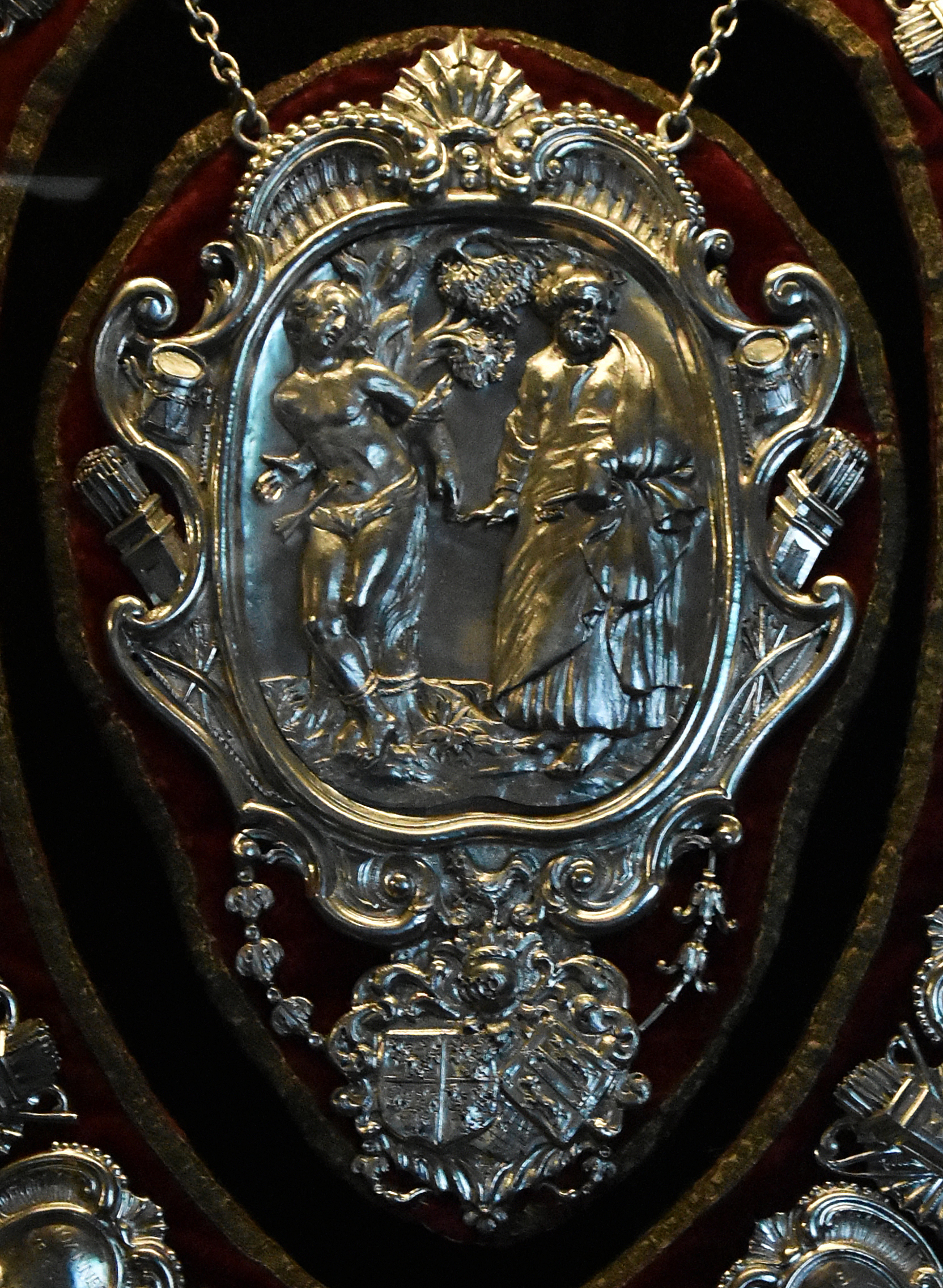
Borstplaat
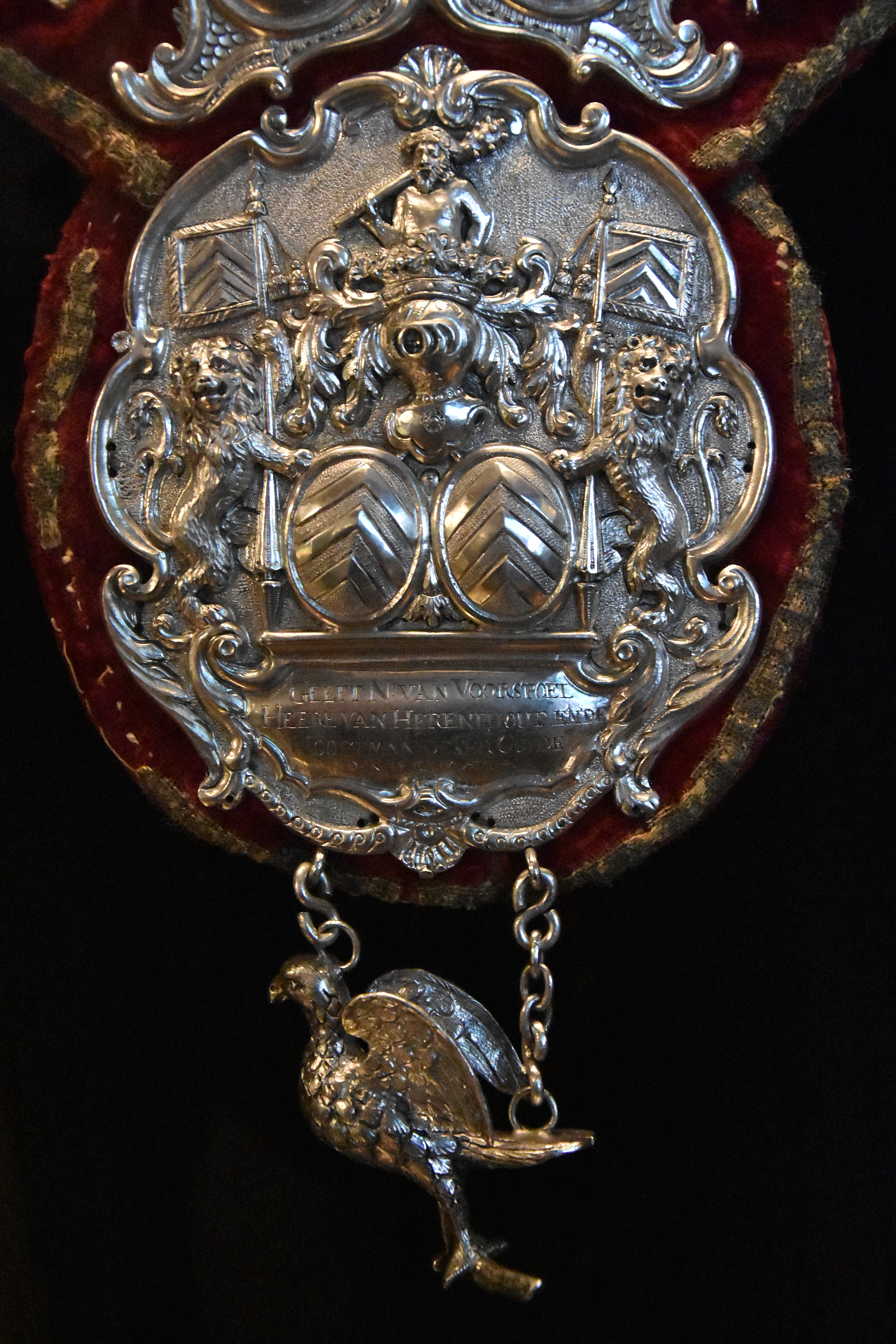
Alliantiewapen van Voorspoel-van Voorspoel